# Édith Jéhanne
Édith Jéhanne, née Édithe Jeanne Cosson le 9 février 1899 à Châteauroux et morte le 14 juin 1949 à Saint-Briac-sur-Mer, est une actrice française du cinéma muet.

## Biographie
Édithe Jeanne Cosson naît en 1899 à Châteauroux, de Jean Baptiste Léonce Louis Cosson, serrurier, et Thérèze Tartière, couturière. La famille compte sept enfants, dont le futur peintre Hélier Cosson et Elodie, future belle-fille du poète Paul Valéry et actrice sous le nom de Sylvia Grey.1901-1954
Édith Jéhanne découvre le cinéma adolescente. C'est en venant voir sa sœur sur le tournage du Secret de Rosette Lambert en 1920 qu'elle aurait été découverte par Raymond Bernard. Elle commence sa carrière directement au cinéma, dans Triplepatte de Raymond Bernard et Rouletabille chez les bohémiens d'Henri Fescourt. Elle choisit pour nom de scène ses deux prénoms, différemment orthographiés.
Durant sa carrière, un certain flou est entretenu autour de sa personnalité. Les informations biographiques diffusées à son sujet sont rares, voire – probablement volontairement – erronées. Ainsi, on peut lire qu'elle serait née en 1902. Un article de Cinéa paru en 1926 révèle l'origine de son pseudonyme, mais se contente de dire qu'elle est née dans le Berry, non loin de Nohant-Vic. D'autres sources indiquent, sans plus de détails, qu'elle est la sœur cadette de la comédienne Sylvia Grey. En 1923, les deux sœurs font la couverture de la revue Mon Ciné. Les critiques à son égard sont souvent élogieuses et la présentent comme une artiste prometteuse,.
En 1927, Édithe Jehanne tourne ses films sans doute les plus importants, Le Joueur d'échecs de Raymond Bernard et L'Amour de Jeanne Ney de Georg Wilhelm Pabst. En décembre, elle épouse Henri Jules Louis Bouyer, directeur d'école dentaire.
Elle joue ses derniers rôles peu de temps après, en 1929. Dans ses souvenirs, Raymond Bernard croit se rappeler qu'Édith Jéhanne serait décédée peu après l'avènement du cinéma parlant. En réalité, elle est morte en 1949, à Saint-Briac-sur-Mer.

## Filmographie
- 1922 : Rouletabille chez les bohémiens d'Henri Fescourt : Odette de Lavardens
- 1922 : Triplepatte de Raymond Bernard : Yvonne Herbelier
- 1924 : Le Miracle des loups de Raymond Bernard
- 1927 : Le Joueur d'échecs de Raymond Bernard : Sophie Worowska
- 1927 : L'Amour de Jeanne Ney (Die Liebe der Jeanne Ney) de Georg Wilhelm Pabst : Jeanne Ney
- 1929 : Le Perroquet vert de Jean Milva : Natacha
- 1930 : Tarakanova de Raymond Bernard : Elizabeth Tarakanova / sœur Dosithée[16]
- 1930 : Quand nous étions deux de Léonce Perret

## Critiques
- « C’est une jeune première fraîche et sans expérience théâtrale, alors que les producteurs privilégient les actrices de théâtre comme Huguette Duflos ou Suzanne Bianchetti, qui n’ont souvent plus tout à fait l’âge de leurs rôles. Jéhanne a un visage expressif et des yeux lumineux. Elle est plus proche des actrices américaines que des stars françaises de l’écran. Son charme agit toujours sur le spectateur contemporain. » Christine Leteux, au sujet de son rôle dans Tarakanova[15].